# Jozef Lokere
Jozef Lokere is een Belgische politicus. Hij was burgemeester van Hooglede.

## Biografie
Lokere groeide op in Hooglede. Hij werkt als zaakvoerder van een transportbedrijf.
Hij werd actief in de gemeentepolitiek in Hooglede en nam er in 1982 deel aan de gemeenteraadsverkiezingen. Hij werd verkozen en werd gemeenteraadslid in de oppositie. In 1988 nam hij deel aan de verkiezingen op de lijst Samen. De lijst brak de CVP-meerderheid en vormde het nieuwe gemeentebestuur onder burgemeester Jean-Pierre Pillaert. Tijdens de legislatuur werd Lokere vanaf 1992 schepen. Hij bleef schepen tot de verkiezingen van 2000, om vanaf 2001 OCMW-voorzitter te worden.
In 2006 was hij lijsttrekker voor de lijst Samen. Samen vormde na de verkiezingen weer de meerderheid en zo werd Lokere in 2007 burgemeester.

In 2012 werd zijn partij naar de oppositie verwezen.